# Semjon Grigorjewitsch Firin

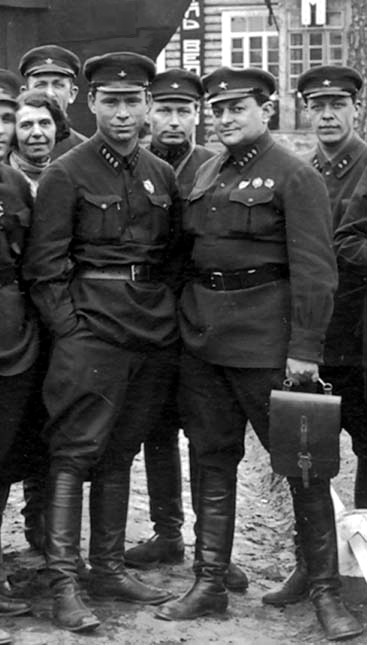
Matwei Berman gemeinsam mit führenden GULAG-Chefs (zweiter von rechts: Semjon Firin) während der Feier des 1. Mai 1934

Semjon Grigorjewitsch Firin (russisch Семён Григорьевич Фирин; * 30. Juni 1898 in Vilnius, Russisches Kaiserreich als Semjon Matussewitsch Pupko russisch Семён Матусевич Пупко; † 14. August 1937 in Moskau, Sowjetunion) war ein sowjetischer Geheimdienstoffizier. Er war stellvertretender Chef des Gulag sowie Leiter der Straflager Belbaltlag (Белбалтлаг) zum Bau des Weißmeer-Ostsee-Kanals und Dmitrowlag (Дмитровлаг) zum Bau des Moskau-Wolga-Kanals. 1937 wurde er während des Großen Terrors unter falschen Anschuldigungen zum Tode verurteilt und erschossen.

## Leben

### Frühe Jahre
Firin wurde in einer jüdischen Familie geboren. Er arbeitete als Hilfsarbeiter in einer Schuhfabrik in Witebsk. 1916 wurde er in die zaristische Armee einberufen, kämpfte im Ersten Weltkrieg an der Rigaer Front und desertierte später. Er nahm an der Februarrevolution in Petrograd und an der Oktoberrevolution in Moskau teil. 1918 trat er der Kommunistischen Partei Russlands (B) bei.
Firin nahm am Russischen Bürgerkrieg teil. Er kämpfte in Belarus und in Litauen in den Wäldern um Vilnius und Kaunas. Von Januar bis April 1919 war er Kommandeur einer Partisaneneinheit der Roten Armee. 1919 nahm er an Kämpfen gegen litauische und polnische Weißgardisten bei Ukmergė und im Bezirk Panevėžys teil. Von Februar bis September 1920 war er in der Politabteilung der Westfront tätig.

### Dienst im militärischen Nachrichtendienst beim Stab der Roten Armee
Ab Dezember 1920 gehörte Firin der Aufklärungsabteilung im Stab der Roten Armee an. 1921/22 unterstützte er in Berlin die Arbeit des Agenten Artur Staschewski. Anschließend war er bis 1923 Mitarbeiter der sowjetischen Handelsvertretung, des Roten Kreuzes und der Union zur Rückkehr in die Heimat in Bulgarien. Dort koordinierte er die Arbeit der Residentur der Geheimpolizei GPU unter der Leitung von Boris Basarow und Christo Bojew, einem bulgarischstämmigen Spion. Firin gehörte in Bulgarien zu den Herausgebern der russischsprachigen Zeitung Neues Russland, deren Ziel die Rückkehr der von der Halbinsel Krim geflohenen Soldaten der Weißen Armee war.
1923 arbeitete er auch in Paris und von August 1923 bis Januar 1924 in Berlin. Dort war er unter dem Pseudonym M. Petrow Mitarbeiter beim militärischen Apparat der Vertretung der UdSSR in Deutschland. Firin war an der Vorbereitung des „Deutschen Oktobers“, des Planes für einen bewaffneten Umsturz in Deutschland, beteiligt und leitete den illegalen militärischen Apparat der KPD.
In Polen war Firin von September 1924 bis Mai 1925 tätig und schuf dort eine illegale Residentur des sowjetischen Militärgeheimdienstes GRU.
Von Mai 1926 bis April 1929 war er Stellvertreter des Chefs der 2. Abteilung des GRU im Stab der Roten Armee und stand der GRU im Stab der Roten Armee bis Januar 1930 weiter zur Verfügung.
Von April bis September 1930 war Firin Chef der Abteilung Spionageabwehr des GPU. Anschließend war er bis Juni 1932 zuerst Mitarbeiter der Chefs und später selbst Chef der besonderen Abteilung des GPU. Ab Juni 1932 war er Mitarbeiter des Chefs des sowjetischen Straflagersystems GULAG. Er wurde im gleichen Jahr Leiter des Lagers Belbaltlag zum Bau des Weißmeer-Ostsee-Kanals und einer der Herausgeber des Buches Der Stalin-Weißmeer-Ostsee-Kanal. Im September 1933 wurde er Leiter des Dmitrowlag bei Dmitrow in der Nähe Moskaus, das zum Bau des Moskau-Wolga-Kanals geschaffen wurde.

### Verhaftung und Tod
Auf Befehl des NKWD wurde Firin im April 1937 verhaftet und beschuldigt, einen Umsturz mit Hilfe von Häftlingen des Dmitrowlag vorbereitet zu haben. Außerdem warf man ihm vor, während seines Aufenthaltes in Warschau 1926 von einem Offizier des polnischen Generalstabes angeworben worden zu sein und ihm den Residenten Ignati Sosnowski übergeben zu haben. Weiterhin solle Firin die sowjetischen Residenturen in Warschau, Wien und Deutschland verraten haben. Am 7. Juni 1937 wurden ihm wegen „Geheimnisverrat und konterrevolutionärer Tätigkeit“ alle Orden aberkannt. Am 14. August 1937 wurde er vom Militärkollegium des Obersten Gerichts der UdSSR zum Tode verurteilt und noch am gleichen Tag in der Hinrichtungsstätte Kommunarka in Moskau erschossen. Sein Grab befindet sich auf dem Donskoi-Friedhof.
Nur eine Woche nach Firin, am 22. August 1937, wurde auch seine Frau Sofja Aleksandrowna Salesskaja, eine mit dem Rotbannerorden ausgezeichnete sowjetische Agentin, erschossen.
Am 2. Juni 1956 wurde Firin rehabilitiert.

## Auszeichnungen
- 1925: Rotbannerorden
- 1928: Revolutionäre Ehrenwaffe
- 1930–1933: zweimal Ausgezeichneter Mitarbeiter der Staatssicherheit
- 1933: Leninorden (für Erfolge beim Bau des Weißmeer-Ostsee-Kanals)